# 大藪淳
大藪 淳（おおやぶ あつし、1975年6月7日  ）は、日本のラグビー選手。

## 経歴
福岡県に生まれ、福岡市内の少年ラグビーチーム草ヶ江ヤングラガーズに入部。ラグビーの名門校東福岡高校に進む。その後北九州市の九州国際大学に進学しラグビー部に入部。卒業後、近鉄ライナーズに所属。2008年で同部を退部。

## 代表歴
- 全国高校ラグビー大会出場 （高校2年・3年）
- 北九州大学選抜 （大学1年・2年）
- 九州学生選抜 （大学1年・2年・3年・4年）
- 全国ラグビー大学選手権出場 （大学2年）
- 関西代表

## データ
- 身長181cm、体重88kg
- ポジション CTB
- 50m走 6.0秒